# Mighty Servant 2
Le Mighty Servant 2 était un navire transporteur de colis lourds de type semi-submersible de 29 000 tonnes, affrété par la compagnie Dockwise. Il a été construit en 1983 pour la compagnie néerlandaise Wijsmuller Transport, qui fusionna en 1993 avec Dock Express Shipping pour devenir le groupe Dockwise. Il faisait partie de la classe des Mighty Servant.
Le Mighty Servant 2 a principalement transporté des plates-formes pétrolières, mais s'est illustré en transportant la frégate américaine USS Samuel B. Roberts. Il a fait naufrage le 2 novembre 1999.

## Opérations notables
- Juillet-août 1997 : transport de la plate-forme de forage Glomar Labrador de Rotterdam en Argentine. Deux des colonnes de la plate-forme dépassaient sur les côtés, la troisième pénétrait dans la cale.
- Décembre 1998 : transport de la coque de la plate-forme Marlin TLP de 8 165 tonnes de l'Italie aux États-Unis. Le chargement s'effectua par glissement par l'arrière, ce qui nécessita le retrait temporaire des réserves de flottabilité.

Une de ses opérations les plus remarquables est le transport, en juillet 1988 de la frégate américaine USS Samuel B. Roberts de Dubaï à Newport (Rhode Island), après qu'elle avait été touchée par une mine dans le golfe Persique le 14 avril 1988. Puisque la frégate rentrait à peine sur le pont, des orifices ont dû être percés pour pouvoir faire rentrer le dôme sonar et les ailerons de stabilisation. Le chargement prit douze heures sous la surveillance de plongeurs et de caméras sous-marines. Le voyage prit un mois.

## Naufrage
Le 2 novembre 1999, près de l'île indonésienne de Singkep (0° 48′ S, 104° 20′ E), le Mighty Servant 2 chavire. Le navire est alors en route depuis Singapour vers Cabinda, transportant un module de production offshore de 8 790 tonnes, le North Temba Topsides. Le navire se couche sur le flanc alors qu'il navigue en eaux calmes par 35 mètres de fond. Cinq membres d'équipage meurent, et le navire est déclaré « perte totale ». Il est renfloué en 2000 pour être mené à la casse.
Une enquête hydrographique montra ultérieurement qu'un rocher de granite se trouvait sur la route du navire, mais ne figurait pas sur les cartes.

## Caractéristiques techniques
- Équipage : 20 personnes
- Pavillon : Antilles néerlandaises
- Longueur hors-tout : 190,03 m
- Longueur entre perpendiculaires : 174,70 m
- Largeur : 50 m
- Profondeur : 12 m
- Tirant d'eau en route : 8,77 m
- Tirant d'eau submergé : 26 m
- Tirant d'eau minimum : 4 m
- Tirant d'eau maximum de la cargaison : 14 m
- Tonnage brut : 29 193 t
- Port en lourd : 40 190 t
- Espace sur le pont : 50 × 150 m
- Poids de la cargaison : 19 à 40 t/m2
- Vitesse de croisière : 14 nœuds
- Vitesse maximum : 15 nœuds
- Autonomie : 59 jours.